# Luciano Cilio
Luciano Cilio (Napoli, 11 gennaio 1950 – Napoli, 21 maggio 1983) è stato un compositore italiano.

## Biografia
Ha unito gli studi musicali a quelli universitari e di architettura e scenografia. Essenzialmente autodidatta per la composizione, ha collaborato negli anni '60 con numerosi musicisti italiani dell'area della ricerca. Da sempre attento allo studio dei rapporti suono/immagine, ha lavorato alla fine di quegli anni, ad un progetto di ricerca sull'argomento attraverso singolari esperienze su pellicola cinematografica e nastro magnetico (WIND 1-2-3-/'67), ancora in quegli anni, giovanissimo, è attivo con la prima avanguardia teatrale italiana collaborando alle musiche dello spettacolo della compagnia napoletana Teatro ESSE dal titolo "Prometeo Legato" (da Eschilo/Rondò di Bacco, Firenze 1971) con la regia di Gennaro Vitiello.
Dal 1973 essenzialmente si dedica ad una particolare ricerca di rivisitazione della “narrazione” musicale su materiale atonale e concreto attraverso lo studio delle soluzioni e dei rapporti timbro/melodia.
Nel 1976 ha pubblicato per la EMI italiana un lavoro discografico che raccoglie parte dei suoi primi lavori cameristici (“Dialoghi del presente” in 4 quadri ed un interludio per archi, fiati, coro, pianoforte e percussioni da lui stesso diretto); inoltre ha realizzato per la Cramps Records un'incisione discografica che raccoglie parte dei suoi ultimi lavori, ancora inedita.
Ha fondato con C. Columbro e R. Piemontese nel 1976 a Napoli il gruppo di lavoro e ricerca “Gruppo '70”. È stato presente in numerose rassegne, manifestazioni nazionali, trasmissioni radiofoniche, televisive e convegni in diverse città italiane (settore “Nuova Musica” della rassegna “Aspetti musicali italiani degli anni '70”, Arena Civica di Milano '79/sonata n. 4 per pianoforte solo, pianista E. Fels. RAI Roma '78/”Trio per strumenti a fiato” “Ensemble Nuova Musica”- Modern art Agency, Napoli '79/ “Suiff” per pianoforte e violoncello). Altri suoi lavori per pianoforte sono stati eseguiti dal pianista E. Fels in un ciclo di concerti nella sala Verdi della Casa per musicisti a Milano e nella sala Martucci del Conservatorio di S. Pietro a Majella a Napoli. Inoltre è stato direttore artistico della rassegna “Aspetti della musica a Napoli” (Napoli, Chiesa di Donnaregina vecchia e Maschio Angioino/maggio e agosto '80); è stato il fondatore dello “Ensemble Nuova Musica” che si occupa prevalentemente dello studio e l'interpretazione di lavori d'autori contemporanei ed è stato animatore di un laboratorio per la ricerca e la sperimentazione musicale presso il suo studio in Napoli. Ha lavorato, in collaborazione con l'architetto F. Ciancaleoni, ad un saggio sui rapporti tra il post-modern in architettura e la trans-avanguardia musicale.
Luciano Cilio è morto suicida all'età di 33 anni.

## Discografia
- Dialoghi del presente (EMI, 1977)
- I Nastri ritrovati (Konsequenz, 2019) - a cura di Girolamo De Simone